# Ogcodes clavatus
Ogcodes clavatus este o specie de muște din genul Ogcodes, familia Acroceridae, descrisă de Becker în anul 1909. Conform Catalogue of Life specia Ogcodes clavatus nu are subspecii cunoscute.